# Ley del Parlamento (Reino Unido)
Una ley del Parlamento (en inglés: Act of Parliament, lit. 'acta del Parlamento') en el Reino Unido es legislación primaria aprobada por el Parlamento del Reino Unido en Westminster, Londres.
Una ley del Parlamento puede aplicarse en los cuatro países que constituyen el Reino Unido (Inglaterra, Escocia, Gales e Irlanda del Norte). Como resultado de la descentralización, la mayoría de las leyes aprobadas por el parlamento se aplican cada vez más solo a Inglaterra y Gales, o solo a Inglaterra. Generalmente, las leyes relativas únicamente a asuntos constitucionales y reservados ahora se aplican a todo el Reino Unido.
Un borrador de ley se denomina proyecto de ley. Cuando es aprobado por el Parlamento y recibe la sanción real, se convierte en estatuto y forma parte del derecho escrito.